# Coupe du monde de voile 2017
Navigation
Édition précédente Édition suivante
La Coupe du monde de voile 2017 est constituée de 3 étapes dont une finale regroupant les meilleurs de chaque discipline.

## Les étapes
| Dates                 | Lieu               |
| --------------------- | ------------------ |
| 22 au 29 janvier 2017 | Miami              |
| 23 au 30 avril 2017   | Hyères             |
| 4 au 11 juin 2017     | Santander (Finale) |

## Résultats par épreuve

### 470 Hommes
| Épreuves  | Or                                | Argent                              | Bronze                            |
| --------- | --------------------------------- | ----------------------------------- | --------------------------------- |
| Miami     | Stuart Mcnay David Hughes         | Tetsuya Isozaki Akira Takayanagi    | Panayiótis Mántis Pávlos Kayialís |
| Hyères    | Mathew Belcher Will Ryan          | Carl-Fredrik Fock Marcus Dackhammar | Panayiótis Mántis Pávlos Kayialís |
| Santander | Panayiótis Mántis Pávlos Kayialís | David Bargehr Lukas Mähr            | Giacomo Ferrari Giulio Calabrò    |

### 470 Femmes
| Épreuves  | Or                                | Argent                                    | Bronze                                    |
| --------- | --------------------------------- | ----------------------------------------- | ----------------------------------------- |
| Miami     | Afrodite Zegers Anneloes van Veen | Sophie Weguelin Eilidh McIntyre           | Silvia Mas Depares Paula Barcelo Martin   |
| Hyères    | Afrodite Zegers Anneloes van Veen | Silvia Mas Depares Patricia Cantero Reina | Linda Fahrni Maja Siegenthaler            |
| Santander | Hannah Mills Eilidh McIntyre      | Afrodite Zegers Anneloes van Veen         | Silvia Mas Depares Patricia Cantero Reina |

### 49er Hommes
| Épreuves  | Or                                  | Argent                              | Bronze                              |
| --------- | ----------------------------------- | ----------------------------------- | ----------------------------------- |
| Miami     | Dylan Fletcher-Scott Stuart Bithell | Benjamin Bildstein David Hussl      | Diego Botín Iago López Marra        |
| Hyères    | Diego Botín Iago López Marra        | Dylan Fletcher-Scott Stuart Bithell | Carl P Sylvan Marcus Anjemark\|     |
| Santander | James Peters Fynn Sterritt          | Łukasz Przybytek Paweł Kołodziński  | Dylan Fletcher-Scott Stuart Bithell |

### 49er FX Femmes
| Épreuves  | Or                         | Argent                        | Bronze                         |
| --------- | -------------------------- | ----------------------------- | ------------------------------ |
| Miami     | Martine Grael Kahena Kunze | Ragna Agerup Maia Agerup      | Victoria Travascio Maria Branz |
| Hyères    | Martine Grael Kahena Kunze | Victoria Jurczok Anika Lorenz | Charlotte Dobson Saskia Tidey  |
| Santander | Martine Grael Kahena Kunze | Charlotte Dobson Saskia Tidey | Lili Sebesi Albane Dubois      |

### Finn Hommes
| Épreuves  | Or            | Argent          | Bronze          |
| --------- | ------------- | --------------- | --------------- |
| Miami     | Jorge Zarif   | Ben Cornish     | Anders Pedersen |
| Hyères    | Alican Kaynar | Nicholas Heiner | Jonathan Lobert |
| Santander | Ben Cornish   | Zsombor Berecz  | Edward Wright   |

### Laser Hommes
| Épreuves  | Or                   | Argent           | Bronze                    |
| --------- | -------------------- | ---------------- | ------------------------- |
| Miami     | Jean-Baptiste Bernaz | Pavlos Kontides  | Lorenzo Brando Chiavarini |
| Hyères    | Pavlos Kontides      | Francesco Marrai | Matthew Wearn             |
| Santander | Jean-Baptiste Bernaz | Philipp Buhl     | Charlie Buckingham        |

### Laser radial Femmes
| Épreuves  | Or                   | Argent               | Bronze                    |
| --------- | -------------------- | -------------------- | ------------------------- |
| Miami     | Vasileia Karachaliou | Evi Van Acker        | Mathilde de Kerangat      |
| Hyères    | Evi Van Acker        | Tuula Tenkanen       | Mathilde de Kerangat      |
| Santander | Evi Van Acker        | Vasileia Karachaliou | Dolores Moreira Fraschini |

### RS:X Hommes
| Épreuves  | Or           | Argent        | Bronze          |
| --------- | ------------ | ------------- | --------------- |
| Miami     | Louis Giard  | Pierre Le Coq | Mateo Sanz Lanz |
| Hyères    | Louis Giard  | Piotr Myszka  | Kiran Badloe    |
| Santander | Kiran Badloe | Louis Giard   | Shahar Zubari   |

### RS:X Femmes
| Épreuves  | Or                    | Argent              | Bronze             |
| --------- | --------------------- | ------------------- | ------------------ |
| Miami     | Lu Yunxiu             | Marina Alabau Neira | Zheng Manjia       |
| Hyères    | Zofia Noceti-Klepacka | Lu Yunxiu           | Noga Geller        |
| Santander | Patricia Freitas      | Lu Yunxiu           | Stefaniya Elfutina |

### Nacra 17 Mixte
| Épreuves  | Or                                                    | Argent                       | Bronze                                |
| --------- | ----------------------------------------------------- | ---------------------------- | ------------------------------------- |
| Miami     | Ben Saxton Nicola Groves                              | Tom Phipps Nicola Boniface   | Nico Delle-Karth Laura Schöfegger     |
| Hyères    | Fernando Echávarri Erasun Tara Pacheco van Rijnsoever | Moana Vaireaux Manon Audinet | Lin Ea Cenholt Christian Peter Lübeck |
| Santander | Fernando Echávarri Erasun Tara Pacheco van Rijnsoever | John Gimson Anna Burnet      | Ben Saxton Katie Dabson               |